# Albumy numer jeden w roku 2017 (Korea Południowa)
Circle Album Chart – południowokoreańska lista przebojów, na której znajdują się najlepiej sprzedające się albumy Korei Południowej. Jest częścią Circle Chart, który został uruchomiony w lutym 2010 roku jako Gaon Chart. Dane są zestawiane przez Ministerstwo Kultury, Sportu i Turystyki oraz Korea Music Content Industry Association na podstawie tygodniowych/miesięcznych fizycznych sprzedaży albumów przez sześć głównych południowokoreańskich dystrybutorów: Kakao Entertainment, SM Entertainment, Sony Music Korea, Warner Music Korea, Universal Music i Stone Music Entertainment.

## Wykresy tygodniowe
| Data publikacji | Album                                        | Wykonawca      | Źródło |
| --------------- | -------------------------------------------- | -------------- | ------ |
| 7 stycznia      | Made                                         | Big Bang       | [ 3 ]  |
| 14 stycznia     | Limitless                                    | NCT 127        | [ 4 ]  |
| 21 stycznia     | Don't Say No                                 | Seohyun        | [ 5 ]  |
| 28 stycznia     | Guardian OST Pack (도깨비 OST Pack)          | Różni artyści  | [ 6 ]  |
| 4 lutego        | Rookie                                       | Red Velvet     | [ 7 ]  |
| 11 lutego       | The First                                    | NCT Dream      | [ 8 ]  |
| 18 lutego       | You Never Walk Alone                         | BTS            | [ 9 ]  |
| 25 lutego       | Twicecoaster: Lane 2                         | Twice          | [ 10 ] |
| 4 marca         | My Voice                                     | Taeyeon        | [ 11 ] |
| 11 marca        | The Awakening                                | GFriend        | [ 12 ] |
| 18 marca        | Flight Log: Arrival                          | Got7           | [ 13 ] |
| 25 marca        | Can You Feel It?                             | Highlight      | [ 14 ] |
| 1 kwietnia      | Flight Log: Arrival                          | Got7           | [ 15 ] |
| 8 kwietnia      | My Voice (Deluxe Edition)                    | Taeyeon        | [ 16 ] |
| 15 kwietnia     | High Five                                    | Teen Top       | [ 17 ] |
| 22 kwietnia     | Miss This Kiss                               | Laboum         | [ 18 ] |
| 29 kwietnia     | Palette                                      | IU             | [ 19 ] |
| 6 maja          | Now, We (지금, 우리) (Repackage)             | Lovelyz        | [ 20 ] |
| 13 maja         | The 20th Anniversary                         | Sechs Kies     | [ 21 ] |
| 20 maja         | Signal                                       | Twice          | [ 22 ] |
| 27 maja         | Al1                                          | Seventeen      | [ 23 ] |
| 3 czerwca       | Dream Part.01                                | Astro          | [ 24 ] |
| 10 czerwca      | Al1                                          | Seventeen      | [ 25 ] |
| 17 czerwca      | Be Ordinary                                  | Hwang Chi-yeul | [ 26 ] |
| 24 czerwca      | Shine Forever (Repackage)                    | Monsta X       | [ 27 ] |
| 1 lipca         | Pink Up                                      | Apink          | [ 28 ] |
| 8 lipca         | Star;dom                                     | UP10TION       | [ 29 ] |
| 15 lipca        | The Red Summer                               | Red Velvet     | [ 30 ] |
| 22 lipca        | The War (Korean Version)                     | Exo            | [ 31 ] |
| 29 lipca        | The War (Korean Version)                     | Exo            | [ 32 ] |
| 5 sierpnia      | The War (Korean Version)                     | Exo            | [ 33 ] |
| 12 sierpnia     | 1X1=1 (To Be One)                            | Wanna One      | [ 34 ] |
| 19 sierpnia     | 1X1=1 (To Be One)                            | Wanna One      | [ 35 ] |
| 26 sierpnia     | 1X1=1 (To Be One)                            | Wanna One      | [ 36 ] |
| 2 września      | Whisper                                      | VIXX LR        | [ 37 ] |
| 9 września      | The War: The Power of Music (Korean Version) | Exo            | [ 38 ] |
| 16 września     | The War: The Power of Music (Korean Version) | Exo            | [ 39 ] |
| 23 września     | Love Yourself 承 'Her'                       | BTS            | [ 40 ] |
| 30 września     | Rollin                                       | B1A4           | [ 41 ] |
| 7 października  | —                                            | —              | —      |
| 14 października | W, Here                                      | NU'EST W       | [ 42 ] |
| 21 października | Love Yourself 承 'Her'                       | BTS            | [ 43 ] |
| 28 października | 7 for 7                                      | Got7           | [ 44 ] |
| 4 listopada     | Twicetagram                                  | Twice          | [ 45 ] |
| 11 listopada    | Teen, Age                                    | Seventeen      | [ 46 ] |
| 18 listopada    | 1-1=0 (Nothing Without You)                  | Wanna One      | [ 47 ] |
| 25 listopada    | Be Ordinary                                  | Hwang Chi-yeul | [ 48 ] |
| 2 grudnia       | Play (Pause Version)                         | Super Junior   | [ 49 ] |
| 9 grudnia       | 7 for 7                                      | Got7           | [ 50 ] |
| 16 grudnia      | Merry & Happy                                | Twice          | [ 51 ] |
| 23 grudnia      | The Code                                     | Monsta X       | [ 52 ] |
| 30 grudnia      | Universe                                     | Exo            | [ 53 ] |

## Wykresy miesięczne
| Miesiąc     | Album                       | Wykonawca      | Sprzedaż  | Źródło |
| ----------- | --------------------------- | -------------- | --------- | ------ |
| Styczeń     | Made                        | BigBang        | 142 652   | [ 54 ] |
| Luty        | You Never Walk Alone        | BTS            | 713 063   | [ 55 ] |
| Marzec      | Flight Log: Arrival         | Got7           | 278 103   | [ 56 ] |
| Kwiecień    | My Voice (Deluxe Edition)   | Taeyeon        | 67 486    | [ 57 ] |
| Maj         | Al1                         | Seventeen      | 259 364   | [ 58 ] |
| Czerwiec    | Be Ordinary                 | Hwang Chi-yeul | 112 783   | [ 59 ] |
| Lipiec      | The War (Korean Version)    | Exo            | 808 655   | [ 60 ] |
| Sierpień    | 1X1=1 (To Be One)           | Wanna One      | 704 616   | [ 61 ] |
| Wrzesień    | Love Yourself 承 'Her'      | BTS            | 1 203 533 | [ 62 ] |
| Październik | W, Here                     | NU'EST W       | 287 862   | [ 63 ] |
| Listopad    | 1-1=0 (Nothing Without You) | Wanna One      | 603 503   | [ 64 ] |
| Grudzień    | Universe                    | Exo            | 516 062   | [ 65 ] |